# دييغو فرنانديز دي قرطبة ماركيز غوادالكازار
كان دييغو فرنانديز دي قرطبة إيه لوبيز دي لاس رويلاس، ماركيز غوادالكازار (بالإسبانية: Diego Fernández de Córdoba y López de las Roelas, Marquis of Guadalcázar)‏ (وُلد عام 1578 - تُوفي في 6 أكتوبر 1630)، نائب الملك في المكسيك من 18 أكتوبر 1612 إلى 14 مارس 1621 ونائب الملك في بيرو من 25 يوليو 1622 إلى 14 يناير 1629.